# Хронологија радничког покрета и КПЈ 1926.
| претходна целина: ◄ до 1919. |                              |
| Хронологија радничког покрета и Комунистичке партије Југославије од 1919. до 1929. године 1919. 1920. 1921. 1922. 1923. 1924. 1925. 1926. 1927. 1928. 1929. | следећа целина: 1930—1939. ► |

Хронолошки преглед важнијих догађаја везаних за Раднички покрет Југославије и Комунистичку партију Југославије (КПЈ), као и општа политичка дешавања која су се догодила у Краљевини Срба, Хрвата и Словенаца током 1926. године.
| Јануар Фебруар Март Април Мај Јун Јул Август Септембар Октобар Новембар Децембар |

## 1926. година

### Календар
|            |            |            |            |            |            |            |  |             |             |             |             |             |             |             |  |               |               |               |               |               |               |               |  |             |             |             |             |             |             |             |  |              |              |              |              |              |              |              |  |              |              |              |              |              |              |              |
| Јануар ’26 | Јануар ’26 | Јануар ’26 | Јануар ’26 | Јануар ’26 | Јануар ’26 | Јануар ’26 |  | Фебруар ’26 | Фебруар ’26 | Фебруар ’26 | Фебруар ’26 | Фебруар ’26 | Фебруар ’26 | Фебруар ’26 |  | Март ’26      | Март ’26      | Март ’26      | Март ’26      | Март ’26      | Март ’26      | Март ’26      |  | Април ’26   | Април ’26   | Април ’26   | Април ’26   | Април ’26   | Април ’26   | Април ’26   |  | Мај ’26      | Мај ’26      | Мај ’26      | Мај ’26      | Мај ’26      | Мај ’26      | Мај ’26      |  | Јун ’26      | Јун ’26      | Јун ’26      | Јун ’26      | Јун ’26      | Јун ’26      | Јун ’26      |
| П          | У          | С          | Ч          | П          | С          | Н          |  | П           | У           | С           | Ч           | П           | С           | Н           |  | П             | У             | С             | Ч             | П             | С             | Н             |  | П           | У           | С           | Ч           | П           | С           | Н           |  | П            | У            | С            | Ч            | П            | С            | Н            |  | П            | У            | С            | Ч            | П            | С            | Н            |
|            |            |            |            | 1          | 2          | 3          |  | 1           | 2           | 3           | 4           | 5           | 6           | 7           |  | 1             | 2             | 3             | 4             | 5             | 6             | 7             |  |             |             |             | 1           | 2           | 3           | 4           |  |              |              |              |              |              | 1            | 2            |  |              | 1            | 2            | 3            | 4            | 5            | 6            |
| 4          | 5          | 6          | 7          | 8          | 9          | 10         |  | 8           | 9           | 10          | 11          | 12          | 13          | 14          |  | 8             | 9             | 10            | 11            | 12            | 13            | 14            |  | 5           | 6           | 7           | 8           | 9           | 10          | 11          |  | 3            | 4            | 5            | 6            | 7            | 8            | 9            |  | 7            | 8            | 9            | 10           | 11           | 12           | 13           |
| 11         | 12         | 13         | 14         | 15         | 16         | 17         |  | 15          | 16          | 17          | 18          | 19          | 20          | 21          |  | 15            | 16            | 17            | 18            | 19            | 20            | 21            |  | 12          | 13          | 14          | 15          | 16          | 17          | 18          |  | 10           | 11           | 12           | 13           | 14           | 15           | 16           |  | 14           | 15           | 16           | 17           | 18           | 19           | 20           |
| 18         | 19         | 20         | 21         | 22         | 23         | 24         |  | 22          | 23          | 24          | 25          | 26          | 27          | 28          |  | 22            | 23            | 24            | 25            | 26            | 27            | 28            |  | 19          | 20          | 21          | 22          | 23          | 24          | 25          |  | 17           | 18           | 19           | 20           | 21           | 22           | 23           |  | 21           | 22           | 23           | 24           | 25           | 26           | 27           |
| 25         | 26         | 27         | 28         | 29         | 30         | 31         |  |             |             |             |             |             |             |             |  | 29            | 30            | 31            |               |               |               |               |  | 26          | 27          | 28          | 29          | 30          |             |             |  | 24           | 25           | 26           | 27           | 28           | 29           | 30           |  | 28           | 29           | 30           |              |              |              |              |
|            |            |            |            |            |            |            |  |             |             |             |             |             |             |             |  |               |               |               |               |               |               |               |  |             |             |             |             |             |             |             |  | 31           |              |              |              |              |              |              |  |              |              |              |              |              |              |              |
|            |            |            |            |            |            |            |  |             |             |             |             |             |             |             |  |               |               |               |               |               |               |               |  |             |             |             |             |             |             |             |  |              |              |              |              |              |              |              |  |              |              |              |              |              |              |              |
| Јул ’26    | Јул ’26    | Јул ’26    | Јул ’26    | Јул ’26    | Јул ’26    | Јул ’26    |  | Август ’26  | Август ’26  | Август ’26  | Август ’26  | Август ’26  | Август ’26  | Август ’26  |  | Септембар ’26 | Септембар ’26 | Септембар ’26 | Септембар ’26 | Септембар ’26 | Септембар ’26 | Септембар ’26 |  | Октобар ’26 | Октобар ’26 | Октобар ’26 | Октобар ’26 | Октобар ’26 | Октобар ’26 | Октобар ’26 |  | Новембар ’26 | Новембар ’26 | Новембар ’26 | Новембар ’26 | Новембар ’26 | Новембар ’26 | Новембар ’26 |  | Децембар ’26 | Децембар ’26 | Децембар ’26 | Децембар ’26 | Децембар ’26 | Децембар ’26 | Децембар ’26 |
| П          | У          | С          | Ч          | П          | С          | Н          |  | П           | У           | С           | Ч           | П           | С           | Н           |  | П             | У             | С             | Ч             | П             | С             | Н             |  | П           | У           | С           | Ч           | П           | С           | Н           |  | П            | У            | С            | Ч            | П            | С            | Н            |  | П            | У            | С            | Ч            | П            | С            | Н            |
|            |            |            | 1          | 2          | 3          | 4          |  |             |             |             |             |             |             | 1           |  |               |               | 1             | 2             | 3             | 4             | 5             |  |             |             |             |             | 1           | 2           | 3           |  | 1            | 2            | 3            | 4            | 5            | 6            | 7            |  |              |              | 1            | 2            | 3            | 4            | 5            |
| 5          | 6          | 7          | 8          | 9          | 10         | 11         |  | 2           | 3           | 4           | 5           | 6           | 7           | 8           |  | 6             | 7             | 8             | 9             | 10            | 11            | 12            |  | 4           | 5           | 6           | 7           | 8           | 9           | 10          |  | 8            | 9            | 10           | 11           | 12           | 13           | 14           |  | 6            | 7            | 8            | 9            | 10           | 11           | 12           |
| 12         | 13         | 14         | 15         | 16         | 17         | 18         |  | 9           | 10          | 11          | 12          | 13          | 14          | 15          |  | 13            | 14            | 15            | 16            | 17            | 18            | 19            |  | 11          | 12          | 13          | 14          | 15          | 16          | 17          |  | 15           | 16           | 17           | 18           | 19           | 20           | 21           |  | 13           | 14           | 15           | 16           | 17           | 18           | 19           |
| 19         | 20         | 21         | 22         | 23         | 24         | 25         |  | 16          | 17          | 18          | 19          | 20          | 21          | 22          |  | 20            | 21            | 22            | 23            | 24            | 25            | 26            |  | 18          | 19          | 20          | 21          | 22          | 23          | 24          |  | 22           | 23           | 24           | 25           | 26           | 27           | 28           |  | 20           | 21           | 22           | 23           | 24           | 25           | 26           |
| 26         | 27         | 28         | 29         | 30         | 31         |            |  | 23          | 24          | 25          | 26          | 27          | 28          | 29          |  | 27            | 28            | 29            | 30            |               |               |               |  | 25          | 26          | 27          | 28          | 29          | 30          | 31          |  | 29           | 30           |              |              |              |              |              |  | 27           | 28           | 29           | 30           | 31           |              |              |
|            |            |            |            |            |            |            |  | 30          | 31          |             |             |             |             |             |  |               |               |               |               |               |               |               |  |             |             |             |             |             |             |             |  |              |              |              |              |              |              |              |  |              |              |              |              |              |              |              |
|            |            |            |            |            |            |            |  |             |             |             |             |             |             |             |  |               |               |               |               |               |               |               |  |             |             |             |             |             |             |             |  |              |              |              |              |              |              |              |  |              |              |              |              |              |              |              |

## Догађаји
| Јануар Фебруар Март Април Мај Јун Јул Август Септембар Октобар Новембар Децембар |

### Јануар

#### 3. јануар
- У Београду одржана Обласна конференција КПЈ за Београд, на којој је анализиран дотадашњи рад партијске организације и донета Резолуција о задацима Партије. На Конференцији је изабрано и ново руководство у које су ушли — Љуба Радовановић, Драгомир Марјановић и још седам чланова.[1]

#### 7. јануар
- У Београду поводом двадесете годишњице смрти Радована Драговића (1878—1906), једног од оснивача и председника Српске социјалдемократске странке, одржано комеморатвно вече којем је присуствовао велик број радника Београда.[1]

#### 9. јануар
- У Београду одржана Обласна конференција Савеза комунистичке омладине Југославије (СКОЈ) за Србију, на којој је анализиран дотадашњи рад и донета Резолуција у којој су одређени задаци за даљи рад СКОЈ-а у Србији — реорганизација на ћелије по предузећима, јачање економске борбе и политичког рада на селу и легитимним омладинским и спортским организацијама.[1]

#### 16. јануар
- У Београду ухапшен Фрањо Вулч (1891—1926), функционер КПЈ, који је од стране ЦК КПЈ имао задатак да оснује секцију за рад у Југословенској војсци. После хапшења у затвору Управе града Београда тзв „Главњачи“ је био неколико месеци страховито мучен, услед чега је у мају преминуо, а његово тело је потом било бачено у Дунав (овај злочин је био заташкан, а 1928. године га је јавности открио новинар Отокар Кершовани. Такође о овом злочину је говорио и народни посланик Сава Косановић у свом обраћању Народној скупштини, фебруара 1928. године).

#### 20. јануар
- У Лиону (Француска), од 20. до 26. јануара, одржан Трећи конгрес Комунистичке партије Италије на ком је прихаваћена концепција партијске политике „борбе против капитализма и фашизма“, чији је аутор био тадашњи секретар Централног комитета Антонио Грамши. Он је такође заузео и нове ставове о националном питању. У ново руководство био је изабран и један Словенац — Јоже Сребрнич. Комунисти Јулијске крајине су закључе донете на овом Конгресу разматрали и прихватили на својој Конференцији 14. марта. Такође, на основу одлука овог Конгреса при Земаљском одбору КП Италије био је формиран Одбор за рад са Словенцима и Хрватима.[1]

### Март

#### 26. март
- У Равној Реци, код Деспотовца одран збор, коме је присуствовало око 400 рудара и на коме се говорило о значају синдиката и вођењу економске борбе радника. Полиција је омела прекинула одржавање збора.[1]

#### у току марта
- У Бечу (Аустрија), група југословенских комуниста покренут месечни лист „Срп и чекић“. Покретач листа је био Мустафа Голубић, а први главни и одговорни уредник Димитрије Станисављевић Крка. Поред њих у првој редакцији листа су били и Жика Константиновић и Саломон Леви. Лист је био покренут без знања КПЈ, али је одлуком Трећег конгреса КПЈ (одржан у мају), од септембра почео да излази као званични партијски орган. Лист је излазио до априла 1927. године, када је одлуком ЦК КПЈ, због фракцијских борби обустављен. До тада је било изашло укупно 12 бројева и један двоброј. Поново је покренут у октобру 1928. године, али су тада изашла свега три броја. Коначно је обустављен увођењем „шестојануарске диктатуре“, 1929. године.[1]

| Јануар Фебруар Март Април Мај Јун Јул Август Септембар Октобар Новембар Децембар |

### Април

#### 4. април
- Председник Владе Краљевине СХС Никола Пашић поднео оставку, под притиском због корупционашких скандала у које је био умешан његов син Раде (Пашић се на месту председника Владе налазио од јануара 1921, са малим прекидом од јула до новембра 1924).

#### 8. април
- Грб Краљевине Срба, Хрвата и Словенаца Формирана нова Влада Краљевине СХС на чијем је челу био Никола Узуновић, један од вођа Народне радикалне странке. Убрзо по формирању ове Владе, дошло је до сукоба између лидера ХСС-а Стјепана Радића и министра саобраћаја Крсте Милетића, услед чега је дошло до нове политичке кризе. Узуновић је 15. априла формирао нову Владу, без Стјепана Радића, али је убрзо обновио коалицију са ХСС-ом и у Владу вратио њихове министре (ова Влада постојала је до 24. децембра 1926. када је формирана нова Влада Николе Узуновића).

#### 16. април
- У Београду руководство Комунистичке партије Југославије (КПЈ) покренуло илегални „Билтен ЦК КПЈ“. Овај билтен, који је штампан на гештетнеру у илегалној штампарији, излазио је повремено и служио је за преношење одлука и упутстава обласним руководствима и чланству Партије. До краја 1926. године појавило се укупно седам билтена. По узору на овај билтен, је у октобру покренут и „Билтен ЦК СКОЈ-а“.[2]

#### 17. април
- Око 2.000 радника пилана у Ђурђеновцу и Љесковици ступило у протестни штрајк, у знак солидарности са радницима фабрике покућства, паркета и бачви „Нашичка д.д.“ (и пилане су се налазиле у њеном власништву) који су били отпуштени јер нису хтели прихватити снижење надница. Овај штрајк радници „Нашичке“ водили су до 14. маја, када су постигли споразум о смањењу плата за 6-8% уместо предложених 15%. У штрајку су учествовали радници у Ђуђеновцу, Подградцима, Љесковици, Карловцу, Војнићу и Андријевцима.[2]

### Мај

#### 1. мај
- Широм Југославије, упркос полицијским забранама, прослављен 1. мај — Празник рада. У Београду, Шапцу, Чачку, Краљеву, Ваљеву, Лазаревцу и другим местима су били организовани раднички зборови, док је у неколико места била извршена обустава рада.[2]

#### 14. мај
- У Бечу (Аустрија), од 14. до 22. маја, одржан Трећи конгрес КПЈ, коме је присуствовало 48 делегата, као и представник Коминтерне. На Конгресу је дошло до „измирења“ десне и леве фракције (ово измирење је било само тренутно, а фракцијске борбе су биле поново настављене) и донесен је нови Статут партије, према коме су партијске ћелије формиране у предузећима представљале основу партије, док је требало да се партијске ћелије формиране у насљеима везују за њих. У нови Централни комитет је изабрано 16 чланова, који су били представници обе фракције, али и неколико млађих чланова који нису припадали фракцијама. За политичког секретара је био изабран Сима Марковић, а за организационог секретара Радомир Вујовић. О одлукама Конгреса, обласна руководства и чланство су били упознати преко „Билтена ЦК КПЈ“ штампаног 23. јуна.[2][3]

#### 16. мај
- У Београду Одбор за помоћ енглеским рударима одржао предавање са темом „Генерални штрајк у Енглеској“. Истог дана студентско удружење „Прогрес“ је одржало предавање са темом „О енглеском синдикалном покрету“ (Генерални штрајк у Уједињеном Краљевству је трајао од 4. маја до 13. маја 1926. године, а у њему је учествовало преко милион и по радника, углавном рудара и радника тешке индустрије и саобраћаја. И поред велике масовности штрајк је завршен неуспехом јер је Влада, поред насиља над штрајкачима, за одржавање нормалног стања у држави организовала велик број добровољаца из средње класе који су радили уместо штрајкача)

| Јануар Фебруар Март Април Мај Јун Јул Август Септембар Октобар Новембар Децембар |

### Јун

#### 17. јун
- У близини села Гуштање, у словеначком делу Корушке, од 17. до 20. јуна, одржан Трећи конгрес Савеза комунистичке омладине Југославије (СКОЈ), коме су присуствовала 32 делегата (из свих крајева Југославије, сем из Босне), као и представници ЦК КПЈ (Сима Марковић и Рајко Јовановић) и представник Коминтерне (Милан Горкић). На Конгресу је констатовано да СКОЈ није успео да постане масовна омладинска организација и као главни задаци су били постављени учвршћивање организација и искоришћавање свих легалинх форми деловања међу радничком и сељачком омладином. На Конгресу су донете резолуције, усвојен Статут и изабран нови Централни комитет, за чијег је секретара изабран Златко Шнајдер.[2][4]

#### 23. јун
- У Сиску, од 23. јуна до 24. јула, трајао штрајк радника у фабрици тканина. Штрајк је избио јер су радници, који су већином били чланови Савеза дрводељских радника, који је припадао Независним синдикатима Југославије, тражили да сами бирају радничке поверенике и нису прихватили наметнуте поверенике од стране Опћег радничког савеза за Хрватску и Славонију и Радничке коморе из Сиска. У току штрајка неколико пута је интервенисала полиција, а многи радници су били хапшени, малтретирани и протеривани из Сиска. И поред тога они су били упорни у својим захтевима и на крају су били одржани избори за радничке поверенике, на којима је Савез дрводељских радника добио 4, а Опћи раднички савез 2 повереника.[2]

#### 27. јун
- У Београду, 27. и 28. јуна, одржана Конференција представника неколико синдикалних савеза и Централног радничког синдикалног одбора Југославије (ЦРСОЈ) на коме је потекао предлог за поновно уједињење синдикланог покрета, пошто прошлогодишњи није успео.

### Јул

#### 2. јул
- У рудницима Иванопоље, Белетинец и Завршје, у околини Вараждина отпочео рударски штрајк, који је организовао Хрватски раднички савез. Разлог штрајка око 850 рудара био је одлука управе рудника да снизи наднице за 20%. Штрајк је трајао три месеца, а 9. августа су се рударима прикључили и радници који су остали да раде на одржавању рудника. Током штрајка интервенисала је полиција, а већи број штрајкача је хапшен и малтретиран, а неки од ухапшених су били и предати Судбеном столу у Вараждину, где им је било суђено по Закону о заштитит државе.[5]

#### 7. јул
- У Београду одржана пленарна седница Централног комитета СКОЈ-а, који је био изабран на Трећем конгресу. На седници је био изабран Биро ЦК СКОЈ-а и његов Секретаријат у који су укључени - Златко Шнајдер, Гргур Вујовић и Никола Петковић Сељак. После конституисања чланови Бироа ЦК СКОЈ-а су почели да обилазе скојевске организације широм земље организујући веома жив организационо-пропагандни рад.[5]

#### 14. јул
- у месту Каштел Сућурац у фабрици цемента „Далмација“ избио штрајк радника, јер је управа фабрике одлучила да смањи радничке дневнице, како би платила дуг општини. Одмах по избијању штрајка, којим је руковдио Савез грађевинских радника, који је био у чланству Независних синдиката Југославије, полиција је забранила радницима свако окупљање. И поред полицијске тортуре над штрајкачима, они су остали упорни и после 25 дана успешно окончали штрајк.[5]

| Јануар Фебруар Март Април Мај Јун Јул Август Септембар Октобар Новембар Децембар |

### Август

#### 9. август
- У Осијеку, од 9. до 30. августа у Југословенској творници сапуна „Георг Шихт“ (Georg Schisht; данашња фабрика „Сапониа“) отпочео штрајк око 380 радника, који су захтевали повећање зарада. Као одговор на штрајк управа фабрике је прогласила „локаут“ и отпустила све раднике и уз помоћ полиције покушала да у фабрику доведе нове раднике. Полиција је најпре ухапсила вођство штрајка, а онда су три радника била протерана из Осијека. Дана 17. августа је на улазу у фабрику избио сукоб између штрајкача и полиције, када је рањено осам радника. Пошто је полиција успела да силом уведе нове раднике у фабрику, штрајк је почео да слаби и потпуно је завршен неуспехом 30. августа.[5]

#### 20. август
- Бродоградилиште у Краљевици У Љубљани почео да излази радничко-сељачки недељни лист „Јединство“ (словен. Enotnost), који је био легални лист КПЈ у Словенији. У листу су разматрана нека од најзначајнијих теоретских, исеолошких и стратешко-политичких питања КПЈ, као на пример - питање јединственог радничког фронта, уздржавање од избора и национално питање. Листе је излазио све до увођења „шестојануарске диктатуре“, 1929. године. Уредник листа током већег дела његовог излажења био је Алберт Хлебец.[5]

#### 24. август
- У Краљевици, од 24. августа до 8. септембра текао штрајк око 150 радника предузећа „Југословенска бродоградилишта“ (после Другог светског рата ово бродоградилиште, основано 1729. године, је названо „Титово бродоградилиште“, а после распада СФРЈ је преименовано у „Бродгорадилиште Краљевица“ и 2012. угашено), који су захтевали исплату заосталих седмонедељних зарада. Штрајком је руководио Савез радника металне индустрије и обрта Југославије, који је био у саставу Независних синдиката Југославије, а организатор штрајка је био металски радник Јосип Броз, који је био секретар партијске ћелије и секретар синдикалне подружнице Независних синдиката. Штрајк је завршен 8. септембра договором са Управом бродоградилишта да одмах исплати двонедељне сневнице, а остатак накнадно. Убрзо по завршетку штрајка, 2. октобра његов организатор Јосип Броз је био отупштен са посла, услед чега је убрзо напустио Краљевицу.[5][6]

| Јануар Фебруар Март Април Мај Јун Јул Август Септембар Октобар Новембар Децембар |

### Септембар

#### 1. септембар
- У Београду, на иницијативу КПЈ основана Лига за заштиту права грађана и помагање жртвама реакције. Лига је била легална организација и имала је свој Статут и своје покрајинске и месне одборе.

#### 5. септембар
- У Љубљани одржан Конгрес Савеза жена и девојака радница. На Конгресу су учествовале и жене-комунисти које су предлагале доношење Резолуције о борби против капитализма као највећег непријатеља равноправности жена. Иако је ова Резолуција била прихваћена, под притиском руководства Савеза, које је било у рукама реформиста, жене-комунисти су биле искључене из Савеза.[7]
- У Београду, 5. и 6. септембра, одржан Пленум Централног комитета КП Југославије на коме се расправљало о опасности по земљу од Краљевине Италије, која се од 1922. године налазила под влашћу фашиста предвођених Бенитом Мусолинијем који је био председник Владе. Италија је у остваривању своје идеје продора на Балкан, најпре покушала да Југославију привуче себи потписивањем уговора, али су то југословенске власти одбиле. Потом је у циљу потискивања француског утицаја на Балкану и изолације Југославије, почео да успоставља боље односе са Краљевином Мађарском, Краљевином Румунијом, Краљевином Грчком и Републиком Албанијом. О империјалистичким сукобима и италијанском продору на Балкан је било говорено и на Трећем конгресу КПЈ (одржан у мају), а на Пленуму ЦК КПЈ је било истакнуто да Италија настоји да потисне Француску са Балкана. У листовима под утицајем КПЈ је писано о балканским сукобима, а крајем године је у листу „Класна борба” Филип Филиповић анализирао италијанско пактирање са Румунијом, Грчком, Албанијом и Бугарском у циљу разбијања савеза Француске и Југославије.[7]

#### 22. септембар
- У Београду одржана седница ЦК КПЈ на коме је констатовано да су комисије, које су биле формиране при ЦК КПЈ слабо радиле и због тога су биле реорганизоване. Међу овим комисијама је била и Комисија ЦК КПЈ за рад међу женама, која је била формирана 23. маја, непосредно после Трећег конгреса.[7]

| Јануар Фебруар Март Април Мај Јун Јул Август Септембар Октобар Новембар Децембар |

### Октобар

#### почетком октобра
- У Београду ухапшен Златко Шнајдер, члан ЦК СКОЈ-а, због поновног суђења, јер му је укинута претходна ослобађајућа пресуда из децембра 1925. године.

#### 20. октобар
- У Београду Касациони суд, претходно поништивши ослобађајућу пресуду Првостепеног суда од 16. децембра 1925, због ширења комунистичке пропаганде осудио на годину дана затвора Владислава Миленковића и Златка Шнајдера. (Апелациони суд је пресуду Шнајдеру поништио и на поновном суђењу 1. фебруара 1927. године осуђен је на пет година затвора). Браниоци осуђених били су Угљеша Јовановић, Рајко Јовановић и Страхиња Петровић.

#### 25. октобар
- У Београду избио штрајк око 1.200 радника „Београдске текстилне индустрије“, због великог смањења зарада и одбијања управе фабрике да на посао врати отпуштене раднике. Организатори штрајка су били Општи раднички савез Југославије и Независни синдикати Југославије, али је он почетком децембра, после скоро седам недеља, завршен неуспехом, јер је дошло до неправилног става Општог радничког сваеза. Међу организаторима штрајка из редова Независних синдиката је био ткачки радник и члан КПЈ Милош Матијевић Мрша.[7]

#### 27. октобар
- У Загребу отворена изложба сликара Отона Постружника и Ивана Табаковића, која је трајала до 5. новембра. Ова изложба под називом „Гротеске“ представљала је социјално ангажовано сликарство, које је било претходница уметничке групе „Земља“, основане 1929. године.[7]

#### у току октобра
- У Београду руководство Савеза комунистичке омладине Југославије (СКОЈ) покренуло илегални „Билтен ЦК СКОЈ-а“. Овај билтен, био је штампан на шапирографу у илегалној штампарији и излазио је повремено са циљем да пренесе одлуке и упутстава обласним руководствима и чланству СКОЈ-а. Покренут је на основу одлуке Пленума ЦК СКОЈ-а, одржаног у јулу, а по узору на „Билтен ЦК КПЈ“, који је био покренут у априлу. Овај билтен излазио је до почетка 1927. године и тада су изашла три броја. Јуна 1928. године је био обновљен у Загребу и тада је изашло још пет бројева. Коначно је престао да излази после увођења „шестојануарске диктатуре“, 1929. године.[7]

#### октобар—децембар
- После напуштања Краљевице, металски радник Јосип Броз је на позив Савеза радника металне индустрије и обрта Југославије дошао у Београд, где је остао до краја године. По доласку у Београд, најпре је становао у просторијама Савеза, а потом од краја октобра код једног баштована у Иванковачкој улици. Почетком новембра је почео да похађа Школу за синдикалне функционере, а половином истог месеца се и запослио у механичарској радионици у Босанској улици (данас улица Гаврила Принципа). Пошто је Броз био присталица антифракцијске борбе, био је сметња десној фракцији у Београду, због чега је крајем децембра био послат на рад у Смедеревску Паланку.[6]

| Јануар Фебруар Март Април Мај Јун Јул Август Септембар Октобар Новембар Децембар |

### Новембар

#### 5. новембар
- У Краљевини Италији, после четири неуспешна атентата на председника Владе Бенита Мусолинија (последњи неуспели атентат догодио се 31. октобра у Болоњи, приликом прославе годишњице фашистичког марша на Рим, а извео га је петнаестогодишњи анархиста Антео Цамбони) донет Закон о заштити државе и уведен тоталитарни фашистички режим. Комунистичка партија Италије, је заједно са другим политичким странкама, била забрањена, а њени посланици (међу којима је био и Словенац Јоже Сребрнич) су били протерани и стављени под присмотру полиције. Године 1927. уведен је и посебан суд за заштиту државе, а до 1943. године је овај суд, поред италијанских антифашиста осудио и 544 Југословена (најчешће Словенци и Хрвати из Јулијске крајине) — њих 33 је било осуђено на смрт, а 23 смртне казне су биле извршене.[8]

#### 7. новембар
- У Београду, поводом девете годишњице Октобарске револуције Окружни комитет КПЈ за Београд и Окружни комитет СКОЈ-а за Београд издали су проглас „Радници града Београд“.[8]

#### 26. новембар
- У Београду Варошки суд, по Закону о заштити државе осудио због комунистичке делатности Косту Новаковића, професора и бившег народног посланика КПЈ на пет година затвора (затворску казну, није издржао јер је 11. јануара успео да побегне из затворске болнице и потом емигрира у Совјетски Савез). На истом процесу осуђен је на шест месеци затвора и трговац Петар Бојовић, у чијој су радњи пронађени комунистички леци. Оптужене су бранили адвокати — Светолик Гребенац, Вељко Павловић и Бора Павловић.

### Децембар

#### 5. децембар
- У Београду одржана Прва конференција радничких представника из фабрика вагона из Смедерева, Смедеревске Паланке, Крушевца, Суботице и Славонског Брода. На Конференцији је констатовано да се у свим фабрикама масовно крше законски прописи о заштити и осигурању радника и потом је упућено писмо Министарству социјалне политике и министру Милану Симоновићу. У време одржавања ове конференције, у пет фабрика вагона је било запослено око 2.350 радника, од чега је њих 555 припадало Независним синдикатима.[8]

#### 8. децембар
- У Загребу отворна изложба сликара Крста Хегедушића и Јураја Планчића, која је трајала до 7. јануара 1927. године. Ова изложба са политички мотивима, била је претходница уметничке групе „Земља“, основане 1929. године.[8]

#### 10. децембар
- У Београду умро Никола Пашић (1845—1926), оснивач и вођа Народне радикалне странке и дугогодишњи председник Владе Краљевине СХС, до јануара 1921. до јула 1924. и од новембра 1924. до априла 1926. године. Пашић је у младости, током студија у Швајцарској, био близак са једним од првих српских социјалиста Светозаром Марковићем, али је после његове смрти напустио социјалистичке идеје. Као вођа Радикалне странке, током владавине династије Обреновић био је велики борац против њиховог апсолутистичког начина владавине, а 1883. године, је био један од вођа Тимочке буне, која је у себи имала елементе социјалне револуције. После доласка на власт династије Карађорђевић, у периоду од 1904. до 1918. био је пет пута председник Владе. Активно је учествовао и у стварању Југословенске државе. У својој политици деловао је као изразити антикомуниста. За време мандата његових влада у Краљевини СХС донет је августа 1921. „Закон о заштити државе“, којим је дефакто забрањен рад Комунистичке партије Југославије (КПЈ) и свака комунистичка делатност сматрана противзаконитом, а јула 1924. године је забрањен рад Независне радничке партије Југославије (НРПЈ), која је представљала легалан наставак рада КПЈ. Сахрањен је на Новом гробљу у Београду.

#### 24. децембар
- Грб Краљевине Срба, Хрвата и Словенаца Формирана нова Влада Краљевине СХС на чијем је челу био Никола Узуновић, један од вођа Народне радикалне странке. До пада претходне Владе је дошло услед оставке министра иностраних послова Момчила Нинчића и поновних сукоба радикала са лидером ХСС-а Стјепаном Радићем (ова Влада постојала је до 1. фебруара 1927. када је поново формирана нова Влада Николе Узуновића).

#### у току децембра
- У Москви (Совјетски Савез) покренут марксистички часопис „Класна борба“, који је био орган КПЈ. Овај лист је био теоретски часопис који је у највећем броју радова са гледишта марксизма објашњавао практична партијска питања. Такође у листу су разматрани унутар партијски односи, организациони развитак и стратегија КПЈ, односи Коминтерне и КПЈ, друштвено-политички развој у Краљевини СХС, раднички и комунистички покрети у свету и др. Потреба за издавањем овог часописа истакнута је још на Трећем конгресу КПЈ (одржан у мају). Лист је најпре штампан у Москви, а потом у Бечу и илегално растуран у Југославији. Први одговорни уредник листа био је Филип Филиповић. До завођења „шестојануарске диктатуре“, 1929. године објављено је девет бројева часописа. Касније је лист обновљен и излазио је током 1934. и 1937. године и укупно је изашло 28 бројева.
- У Смедеревску Паланку дошао металски радник Јосип Броз и запослио се као бравар-алатничар у фабрици вагона „Јасеница“ (данас фабрика „Гоша“). Одмах по доласку у С. Паланку Броз се укључио у рад месне организације КПЈ и Пододбора СРМИОЈ. Због партијског рада је као „опасан комуниста и агитатор“ 20. марта 1927. године био отпуштен са посла, па се убрзо потом поново вратио у Београд.[8]

| Јануар Фебруар Март Април Мај Јун Јул Август Септембар Октобар Новембар Децембар |